# Boulevard Azucena Villaflor
El Boulevard Azucena Villaflor es una de las cinco avenidas que ingresan a Puerto Madero desde el centro de Buenos Aires, cruzando sobre un canal artificial por un puente giratorio. Originalmente era parte de la calle Belgrano, hasta su remodelación total en 1997.
El sector del puerto atravesado por este boulevard fue construido durante la década de 1890, e inaugurado en etapas entre 1890 y 1892, según el proyecto general de los ingenieros ingleses Hawkshaw, Son & Hayter en 1882. La calle Belgrano atravesaba un angosto puente giratorio y recorría con una arboleda de tipas un sector dominado por los depósitos y silos de Molinos Río de la Plata y la Junta Nacional de Granos, hoy en día desaparecidos a excepción del que fue restaurado por el empresario Alan Faena como Edificio Los Molinos.
Puerto Madero fue cayendo en decadencia a lo largo del siglo XX, hasta su abandono total que terminó en 1989 con la Corporación Puerto Madero, un ente estatal que se propuso su transformación en un barrio de alta categoría. En 1994, fue elegido el proyecto urbano que trazó las nuevas calles y organizó la edificación en el lugar, y al año siguiente el Concejo Deliberante decidió los nuevos nombres para las calles del barrio, siguiendo la temática de mujeres argentinas. En el caso de Belgrano, se le impuso Azucena Villaflor, una de las fundadoras de Madres de Plaza de Mayo, asesinada en 1977 por la dictadura militar.
En 1997, la Corporación emprendió la remodelación total de tres de las cinco avenidas de acceso a Puerto Madero, ensanchándolas, transformándolas en boulevares con fuentes y ampliando los puentes giratorios por otros de mayor capacidad. El diseño del boulevard fue obra de los arquitectos René Joselevich, Graciela Novoa, Alfredo Garay y Nestor Magariños, y el estudio Sebastián-Vila, que decidieron mantener la arboleda original y centenaria. Sin embargo, el proyecto inmobiliario se estancó por la recesión y la crisis de 2001, remontando recién a partir de 2003, cuando finalmente el área sufrió la transformación total que se esperaba, y en menos de 10 años los terrenos demolidos donde habían estado los depósitos se poblaron de torres, edificios bajos residenciales y de oficinas y locales comerciales.
Así, el eje del Boulevard Villaflor, en el cual se había proyectado la construcción de torres en altura, se rodeó de los conjuntos Le Parc Puerto Madero, Torres Mulieris, Torres El Faro y la Alvear Tower, que se transformará en el edificio más alto de la Argentina. La avenida recorre esta zona de alta densidad, donde tiene sus oficinas Mercedes Benz, y se encuentra el Monumento al automovilista Juan Manuel Fangio, luego cruza la Avenida Juana Manso, donde hay una rotonda con un chorro de agua de gran potencia, bordea un parque donde está la sinagoga Beit Jabad y remata en otra rotonda sobre el parque lineal que recorre la Costanera Sur, donde está el Monumento Guardacostas, frente a una pérgola construida en la década de 1920, y escalinatas que bajan a un paseo peatonal donde está el monumento a Luis Viale.

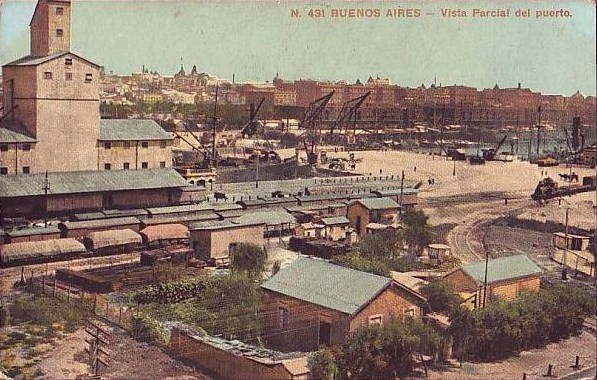
La calle Belgrano rodeada de silos y depósitos, hacia 1920.